# Okresní soud v České Lípě
Okresní soud v České Lípě je okresní soud se sídlem v České Lípě, jehož odvolacím soudem je Krajský soud v Ústí nad Labem – pobočka v Liberci. Rozhoduje jako soud prvního stupně ve všech trestních a civilních věcech, ledaže jde o specializovanou agendu (nejzávažnější trestné činy, insolvenční řízení, spory ve věcech obchodních korporací, hospodářské soutěže, duševního vlastnictví apod.), která je stejně jako správní soudnictví svěřena krajskému soudu.

## Soudní budova
Soud se nachází v historické budově dřívějšího krajského soudu se zajištěným bezbariérovým přístupem v Děčínské ulici. 

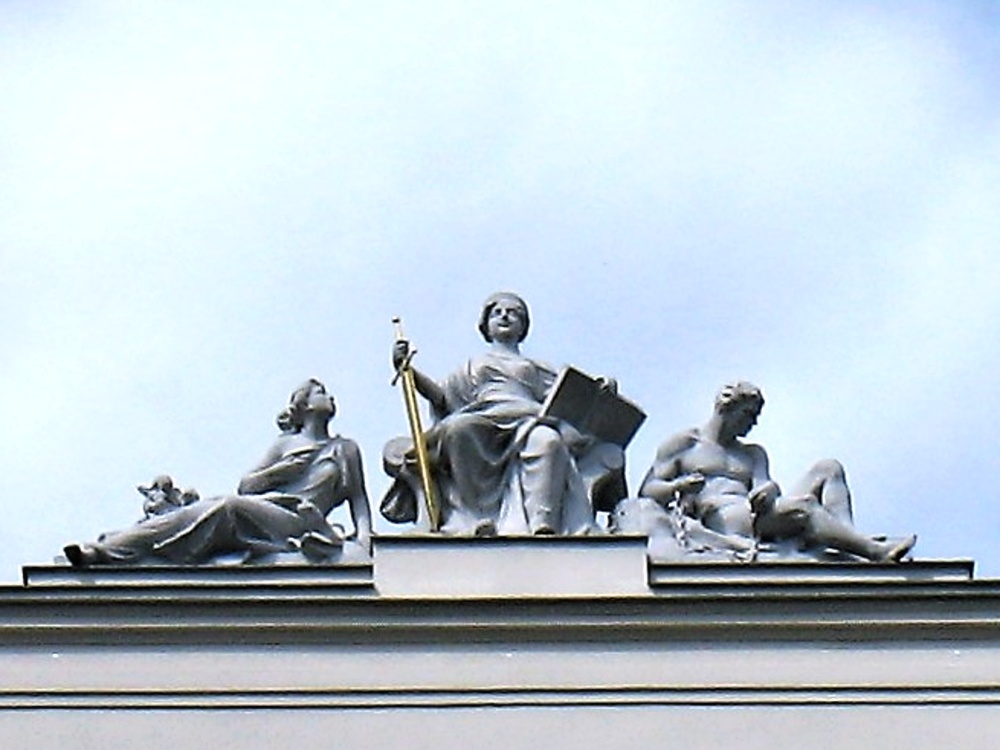
Alegorie Spravedlnosti nad průčelím soudní budovy

V České Lípě působil v letech 1850–1949 krajský soud. Původně sídlil v nevyhovujících prostorách bývalé kartounky v dnešní Moskevské ulici (od druhé poloviny 20. století v této budově sídlí Základní škola Moskevská) a porotní zasedání se odehrávala v sále restaurace „U vévody zákupského“.  Až v roce 1891 městská rada rozhodla o výstavbě vlastní soudní budovy na místě bývalého dvorce a nadačního dvora pro výchovu chlapců, náležejících českolipskému augustiniánskému klášteru.

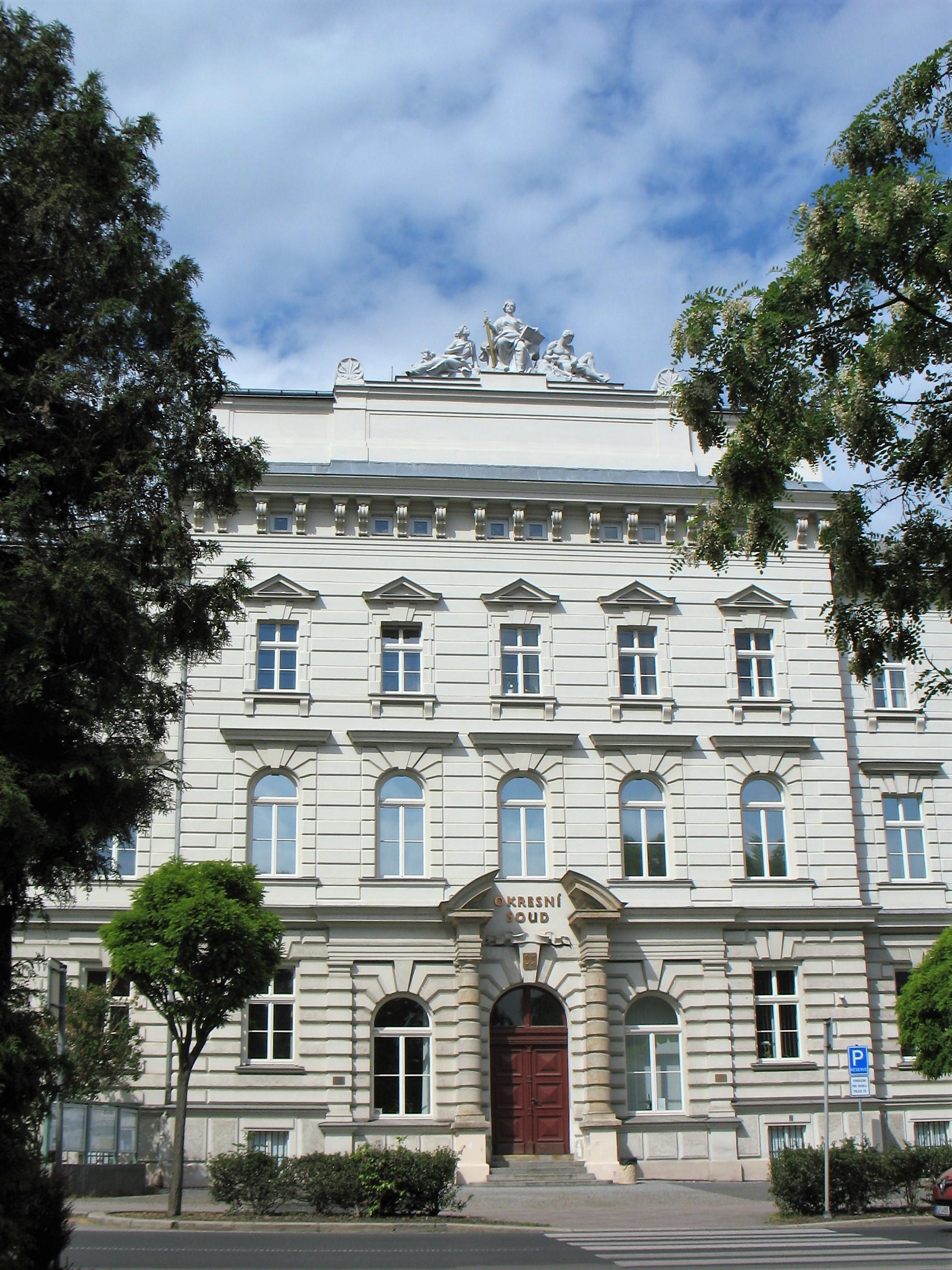
Hlavní vstup do budovy

Stavba byla provedena v letech 1896–1898 podle plánu vídeňských architektů Karla a Moritze Hinträgera firmou Josefa Schneidera z Mimoně, kamenické práce obstarala firma Stefana Winklera z Rumburku. Nad průčelím soudu je sousoší vídeňského sochaře Richarda Kauffungena, které znázorňuje alegorickou postavu Spravedlnosti s mečem a zákoníkem, sedící na stolci nad Viníkem v řetězech a alegorií Nevinnosti. Až do 80. let dvacátého století, kdy byla v České Lípě postavena nová nemocnice, šlo největší budovu ve městě. V druhé polovině 20. století byly budovy soudu také sídlem okresního národního výboru. V letech 2002–2004 byla provedena celková rekonstrukce budovy soudu. Součástí soudního areálu bývala mj. i věznice (zadní trakt, v němž jsou od 90. let 20. století umístěny kanceláře Úřadu práce a místního pracoviště Úřadu pro zastupování státu ve věcech majetkových).

## Soudní obvod
Obvod Okresního soudu v České Lípě se zcela neshoduje s okresem Česká Lípa, patří do něj území všech těchto obcí:
Bezděz •
Blatce •
Blíževedly •
Bohatice •
Brniště •
Cvikov •
Česká Lípa •
Doksy •
Dubá •
Dubnice •
Hamr na Jezeře •
Holany •
Horní Libchava •
Horní Police •
Chlum •
Chotovice •
Jablonné v Podještědí •
Janovice v Podještědí •
Jestřebí •
Kamenický Šenov •
Kozly •
Kravaře •
Krompach •
Kunratice u Cvikova •
Kvítkov •
Luka •
Mařenice •
Mimoň •
Noviny pod Ralskem •
Nový Bor •
Nový Oldřichov •
Okna •
Okrouhlá •
Pertoltice pod Ralskem •
Polevsko •
Provodín •
Prysk •
Radvanec •
Ralsko •
Skalice u České Lípy •
Skalka u Doks •
Sloup v Čechách •
Slunečná •
Sosnová •
Stráž pod Ralskem •
Stružnice •
Stvolínky •
Svojkov •
Svor •
Tachov •
Tuhaň •
Velenice •
Velký Valtinov •
Volfartice •
Vrchovany •
Zahrádky •
Zákupy •
Žandov •
Ždírec